# Rivière Pons
Pour les articles homonymes, voir Pons.
La rivière Pons est un affluent de la rive ouest de la rivière Caniapiscau dont le courant se déverse successivement dans la rivière Koksoak, puis dans la baie d'Ungava. La rivière Pons coule vers le nord-est dans le territoire non organisé de la rivière-Koksoak, dans le Nunavik, dans la région administrative du Nord-du-Québec, au Québec, au Canada.

## Géographie
Les bassins versants voisins de la rivière Pons sont :
- côté nord : rivière Châteauguay (Nord-du-Québec), rivière Beurling, rivière de la mort ;
- côté est : rivière Caniapiscau, lac Cambrien ;
- côté sud : rivière Sérigny, lac Shirley ;
- côté ouest : rivière Aigneau, lac La Forest, lac Pons.

Le cours de la rivière forme un grand U ouvert vers le nord-est, qui entoure le bassin versant de la rivière Beurling (coulant vers le nord-est) et de la rivière de la mort. Le lac Pons (altitude : 493 m) constitue le lac de tête de la rivière Pons. Son émissaire la rivière Pons débute au sud-ouest du lac. À partir de cette embouchure, le courant descend vers :
- le sud en traversant cinq lacs, jusqu'à la décharge du lac Chaulieu ;
- l'est en traversant le lac des îles Pons jusqu'à la décharge du lac de la Grosse Île (venant du sud) ;
- le nord-est en traversant le lac Bravo, jusqu'à la décharge du lac Jack ;
- le nord-est jusqu'à la décharge du lac Piaskwastikw Anatwayach ;
- le nord jusqu'à son embouchure sur la rive ouest du lac Cambrien.

Dans sa partie inférieure, la rivière Pons coule parallèlement (du côté nord) à la rivière Sérigny. La rivière Pons se déverse sur la rive ouest du lac Cambrien à 220 km au sud de Kuujjuaq et à 190 km au nord-ouest de Schefferville. La rivière Pons se déverse :
- presque en face de l'embouchure du ruisseau Sapachun. Ce dernier draine le lac Pistolet, situé du côté est de la rivière Caniapiscau, ainsi que la décharge du lac du Gouffre ;
- tout près (en amont) de l'embouchure de la rivière Beurling.

Le lac Cambrien est formé par un élargissement de la rivière Caniapiscau.

## Toponymie
En naskapi, cette rivière est désignée « Piyaskwastikw », signifiant « rivière brisée ». Cette appellation locale fait probablement référence aux nombreux rapides qui marquent son cours.
L'appellation « Rivière Pons » évoque l'œuvre de vie d'Antoinette de Pons, marquise de Guercheville (1570-1632). Elle a exercé le rôle de dame d'honneur de la reine Marguerite de Valois, fondatrice de la colonie acadienne de Saint-Sauveur, bienfaitrice de Champlain et des Jésuites et seigneuresse de l'Acadie.
En 1611, tout le territoire de l'Acadie a été concédée par "De Monts", hormis la baie de Port-Royal (Acadie), soit un territoire s'étendant de la Gaspésie jusqu'au 40e degré de latitude. Au moment de la fondation de la Compagnie des Cent-Associés par le cardinal Richelieu, Mme de Guercheville renoncera à sa seigneurie de l'Acadie. Le toponyme "rivière Pons" a été attribué à cette rivière en 1944 par la Commission de géographie du Québec.
Le toponyme rivière Pons a été officialisé le 5 décembre 1968 par la Commission de toponymie du Québec.